# Zacatal Chico
Zacatal Chico är en ort i Mexiko.   Den ligger i kommunen Zongolica och delstaten Veracruz, i den sydöstra delen av landet, 250 km öster om huvudstaden Mexico City. Zacatal Chico ligger 940 meter över havet och antalet invånare är 380.
Terrängen runt Zacatal Chico är bergig söderut, men norrut är den kuperad. Terrängen runt Zacatal Chico sluttar österut. Runt Zacatal Chico är det ganska tätbefolkat, med 222 invånare per kvadratkilometer. Närmaste större samhälle är Zongolica, 6,7 km väster om Zacatal Chico. I omgivningarna runt Zacatal Chico växer i huvudsak städsegrön lövskog.